# Schlesische Dichterschule
Schlesische Dichterschule ist eine literaturhistorische Bezeichnung für schlesische Dichter der Barockzeit. Sie stammt aus der Literaturgeschichtsschreibung des 19. Jahrhunderts und entspricht keiner Selbstbezeichnung oder einer organisierten Gruppierung von schlesischen Autoren. Als „Erste Schlesische Schule“ werden Autoren zusammengefasst, die in der stilistischen Nachfolge von Martin Opitz stehen (beispielsweise Friedrich von Logau). Als Zweite Schlesische Schule werden Daniel Casper von Lohenstein und Christian Hoffmann von Hoffmannswaldau und Epigonen wie Hans Aßmann Freiherr von Abschatz, Gottfried Benjamin Hancke und Benjamin Neukirch bezeichnet. Andreas Gryphius steht außerhalb dieser von Literaturhistorikern definierten Schulzugehörigkeiten. Unter Opitz wurden die Grundlagen einer modernen Verslehre für die deutsche Sprache gelegt.